# Bartholomaeus Latomus

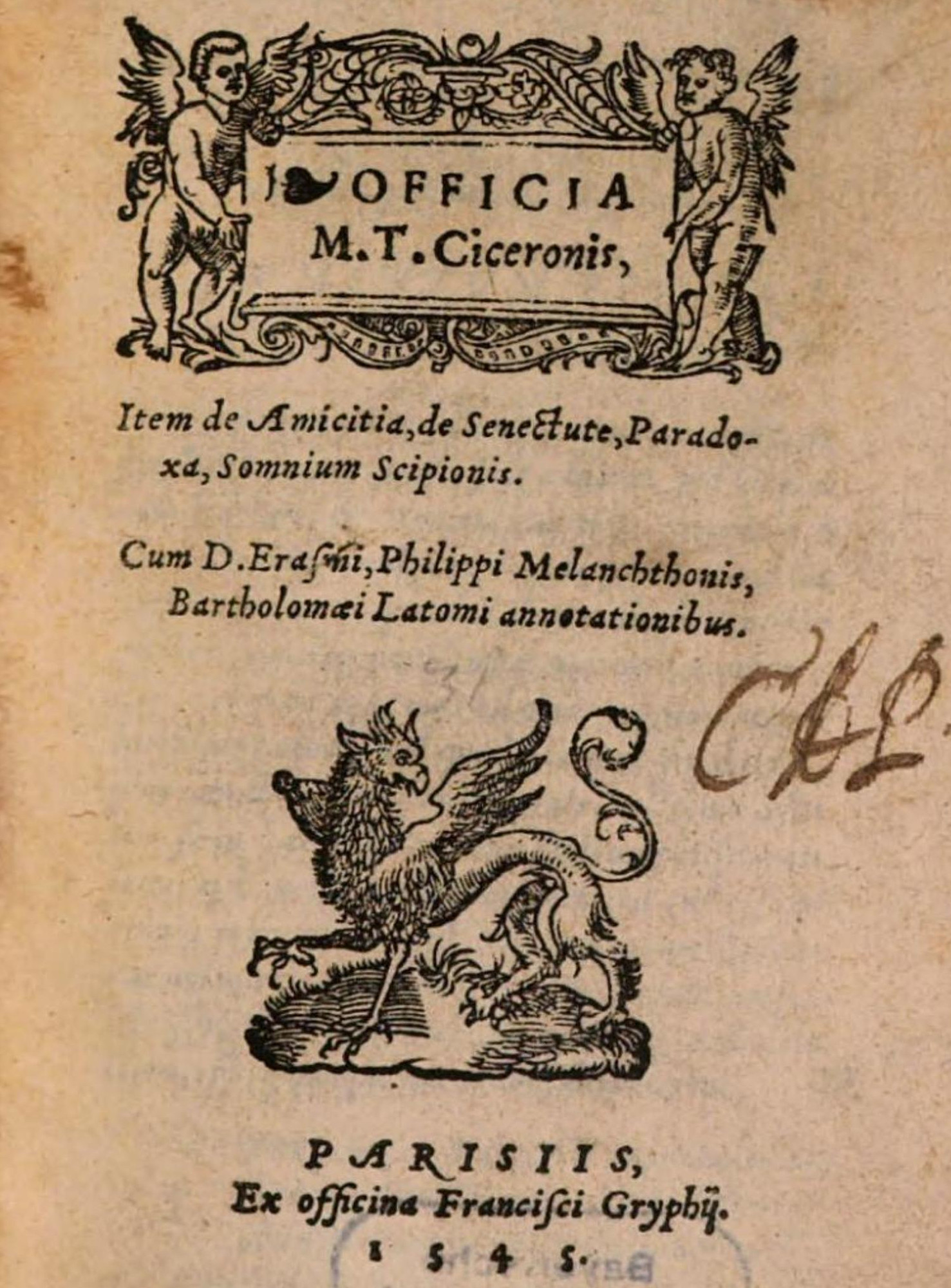
Cicero-Schriften, die Latomus herausgab

Bartholomaeus Latomus (* um 1497 in Arel; † 3. Januar 1570 in Koblenz) war ein deutsch-niederländischer Humanist und Hofrat im Dienst der Erzbischöfe von Trier.

## Leben und Werk
In einer vermutlich einfachen Familie in der Region Luxemburg (mit der moselfränkischen Sprache) wohl nach 1490 geboren (ältere Literatur sagt 1485), konnte sich der junge Bartholomäus, der sich später Latomus (= Steinmetz) nannte, als Bartholomäus Henrici Arlunensis 1516 an der Universität Freiburg im Breisgau immatrikulieren. Bereits nach zwei Jahren erwarb er im Januar 1518 den Magistergrad. Hier lehrte Ulrich Zasius (1461–1535), der die antiken Rechtstexte im humanistischen Sinn erneuerte. Auch zu Erasmus von Rotterdam im nahen Basel bestanden Kontakte, mit dem er eine Elsassreise unternahm, dabei die Lateinschule Schlettstadt besuchte und Jakob Wimpfeling (1450–1528), Jakob Spiegel (1483–1547) sowie Martin Bucer kennenlernte. In Trier erlebte er 1522 den „letzten Ritter“ Franz von Sickingen (1481–1523), über dessen Wirken er eine frühe Dichtung verfasste. Dann unterrichtete Latomus in Köln an der Montanerburse der Artistenfakultät, kurz an der Universität Löwen sowie in Paris am Collège Sainte-Barbe. Er edierte mehrere klassische Schriften von Cicero und Terenz.
Latomus blieb trotz der unter Humanisten verbreiteten reformatorischen Ansichten altgläubig und wechselte ans durch den französischen König Franz I. (1494–1547) im Jahr 1530 gegründete Collège des trois langues. Eine Italienreise 1539/1540 führte Latomus unter anderem nach Venedig und Rom. Dort berief ihn sein ehemaliger Kölner Schüler, der Trierer Erzbischof Johann IV. Ludwig von Hagen, zum Hofrat. Auf der Rückreise besuchte er Johannes Sturm (1507–1589), den Pädagogen und Schulreformer, und wohl auch Martin Bucer. Mit diesem protestantischen Reformator geriet er in eine heftige Debatte, die auch in Flugschriften verbreitet wurde. Latomus verteidigte immer eifriger die katholische Position und verfasste zunehmend kontroverstheologische Schriften gegen Bucer, Peter Dathenus (1531–1588) und Jakob Andreae (1528–1590). Sein Wohnort war Koblenz; er besuchte mehrere konfessionelle Streitgespräche, z. B. in Worms 1557, im Auftrag des Erzbischofs. Kaiser Karl V. lud ihn zum Regensburger Religionsgespräch 1546 ein.
Sein letztes großes Werk, die Spaltung der Augspurgischen Confession durch die newen und streitigen Theologen, wurde auf Deutsch veröffentlicht.
Die Kurerzbischöfe Johann von Isenburg (1507–1556), Johann VI. von der Leyen und Jakob von Eltz beschützten ihren Vorkämpfer der katholischen Sache. Kurz vor seinem Tod 1570 wurde er noch in das Hofgericht berufen.
Die belgische altphilologische Fachzeitschrift Latomus ist nach ihm benannt.
Er ist nicht zu verwechseln mit Jacobus Latomus, dem Theologen Jacques Masson.

## Werke (Auswahl)
- Epitome commentatorium Dialecticae inventionis Rodolphi Agricolae, 1530.
- Artificium dialectium et rhetoricum in tres orations ex Livio et Cicerone, 1532.
- Ennarationes Bartholomaei Latomi in topica Ciceronis, iam recens conscriptae & in lucem aeditae, 1539.
- Zwei Streitschriften gegen Martin Bucer (1543–1545), hg. v. Leonhard Keil, 1924.[4]
- De Partitione oratoria dialogus, 1547.
- M. T. Ciceronis Pro Sexto Roscio Amerino oratio, 1553.
- Spaltung der Augspurgischen Confession durch die newen und streitigen Theologen, 1557.